# Meiothecium aptychodes
Meiothecium aptychodes là một loài rêu trong họ Sematophyllaceae. Loài này được (Schlieph. ex Müll. Hal.) Mitt. mô tả khoa học đầu tiên năm 1869.